# UAAP-Badmintonmeisterschaft
Die UAAP-Badmintonmeisterschaft ist im Badminton die Hochschulmannschaftsmeisterschaft auf den Philippinen. Sie wird vom Hochschulverband UAAP (University Athletic Association of the Philippines) ausgerichtet.

## Resultate
| Saison  | Herren                        | Herren                        |                               | Damen                         | Damen |
| Saison  | Sieger                        | Finalist                      | Sieger                        | Finalist                      |       |
| ------- | ----------------------------- | ----------------------------- | ----------------------------- | ----------------------------- | ----- |
| 1995–96 | Ateneo de Manila University   | ---                           | University of the Philippines | ---                           |       |
| 1996–97 | Ateneo de Manila University   | University of Santo Tomas     | University of the Philippines | Ateneo de Manila University   |       |
| 1997–98 | University of the Philippines | ---                           | University of the Philippines | ---                           |       |
| 1998–99 | University of the Philippines | University of Santo Tomas     | University of the Philippines | Far Eastern University        |       |
| 1999–00 | University of the Philippines | ---                           | University of the Philippines | ---                           |       |
| 2000–01 | University of the Philippines | Far Eastern University        | University of the Philippines | Far Eastern University        |       |
| 2001–02 | Ateneo de Manila University   | University of the Philippines | Far Eastern University        | Ateneo de Manila University   |       |
| 2002–03 | University of the Philippines | Ateneo de Manila University   | De La Salle University        | Ateneo de Manila University   |       |
| 2003–04 | Ateneo de Manila University   | University of Santo Tomas     | Ateneo de Manila University   | Far Eastern University        |       |
| 2004–05 | University of Santo Tomas     | Far Eastern University        | De La Salle University        | Ateneo de Manila University   |       |
| 2005–06 | University of Santo Tomas     | Far Eastern University        | De La Salle University        | Far Eastern University        |       |
| 2006–07 | Far Eastern University        | University of the East        | Far Eastern University        | University of Santo Tomas     |       |
| 2007–08 | De La Salle University        | University of the East        | University of Santo Tomas     | Far Eastern University        |       |
| 2008–09 | University of the East        | University of Santo Tomas     | Far Eastern University        | De La Salle University        |       |
| 2009–10 | University of Santo Tomas     | De La Salle University        | De La Salle University        | University of the East        |       |
| 2010–11 | University of Santo Tomas     | Ateneo de Manila University   | Far Eastern University        | De La Salle University        |       |
| 2011–12 | Ateneo de Manila University   | National University           | University of the East        | Ateneo de Manila University   |       |
| 2012–13 | National University           | Ateneo de Manila University   | Ateneo de Manila University   | Far Eastern University        |       |
| 2013–14 | Ateneo de Manila University   | National University           | Ateneo de Manila University   | De La Salle University        |       |
| 2014–15 | National University           | De La Salle University        | University of the Philippines | Ateneo de Manila University   |       |
| 2015–16 | National University           | De La Salle University        | University of the Philippines | Ateneo de Manila University   |       |
| 2016–17 | National University           | Ateneo de Manila University   | University of the Philippines | Ateneo de Manila University   |       |
| 2017–18 | National University           | University of the Philippines | De La Salle University        | University of the Philippines |       |
| 2018–19 | National University           | University of the Philippines | Ateneo de Manila University   | University of the Philippines |       |
| 2019–20 | National University           | Ateneo de Manila University   | Ateneo de Manila University   | De La Salle University        |       |
| 2020–22 | nicht ausgetragen             | nicht ausgetragen             | nicht ausgetragen             | nicht ausgetragen             |       |
| 2022–23 | National University           | Ateneo de Manila University   | Ateneo de Manila University   | University of the Philippines |       |
| 2023–24 | Ateneo de Manila University   | National University           | Ateneo de Manila University   | University of the Philippines |       |
| 2024–25 | National University           | Ateneo de Manila University   | University of the Philippines | Ateneo de Manila University   |       |